# 橋本潤
橋本潤，藝名：橋本（1964年2月25日
—），日本男演員、配音員。出身於兵庫縣神戶市東灘區。身高168cm。B型血。

## 簡介
本名相同，現用藝名：橋本。所屬的經紀公司是劇團☆新感線、株式會社enchante （页面存档备份，存于）。

### 來歷
大阪藝術大學藝術學部舞台藝術學科畢業。1985年，橋本在大學時期參加劇團☆新感線主辦的舞台劇《銀河旋風兒SUSANOH》開始他的演藝生涯。從此以後，橋本經常參演該劇團的舞台劇，並成為現在所屬劇團的看板演員，除此之外，還有參加其它劇團舉辦的舞台劇公演。
1992年，橋本於NHK的連續電視小說《力與美》中第一次參演電視劇（飾演一名本職是個醫師、也是狂熱阪神虎隊球迷的小林雅人），同時讓他的知名度上升。並在翌年1993年，曾經為阪神虎進行開球儀式。
加入劇團☆新感線10年後，橋本選擇短暫離別演藝事業。並在翌年1996年，前往位於英國多塞特郡的伯恩茅斯一間專為年輕的肌肉萎缩症患者服務的機構工作，以作為直接幫患者服務的個案工作。
1997年回國後，橋本於舞台劇《直擊！Dragon Rock》飾演主角劍轟天的時候，由於充滿魄力的赤手空拳動作加上笑料滿點的演技場面讓他受到觀眾熱烈的歡迎，因此該作品成為之後的系列三部曲。在那之後他有很多粉絲。2004年，橋本跟負責編劇、演出的劇作家宮藤官九郎組成雙人劇場組合之後，橋本又在舞台劇《轟天VS港薰 ～Dragon Rock！女士們，愛我要保持清潔啊～》飾演主角劍轟天。然後用戲團之外的一種叫做“角色租賃”的方法進行表演。
2013年至2015年公開上映的小說改編真人電影《圖書館戰爭》系列中曾飾演玄田龍助一角。
2015年，橋本於劇團☆新感線成立35週年紀念作品《五右衛門VS轟天》中，睽違11年再度飾演《直擊！Dragon Rock》誕生的主角劍轟天，並完成80場戶外公演。還有，他曾在同年10月30日的富士電視台綜藝節目《獅子的祝您健康》以劍轟天的姿態在節目中現身。
2017年起，受聘擔任母校大阪藝術大學擔任藝術學部舞台藝術專任教授。

### 人物
《直擊！Dragon Rock》三部曲化之後，由於橋本自己身為該舞台劇及其它相關作品的動作演員，為了融入一個角色，每天必須經歷激烈的訓練及飲食禁忌等等使身體負荷到極限的日子。到了2010年，橋本在劇團☆新感線成立30週年紀念作品《鋼鐵總長》飾演主角時，卻因腰椎狹窄症發作，於是將10月20日以後的公演行程全面取消。10月30日以後的公演另外找人改由三宅弘城代替。
橋本在小說改編真人電影《圖書館戰爭》系列飾演主要角色玄田龍助以來，該作品原作者有川浩則在自己的Twitter表示，橋本他能把將該角色的演技發揮得淋漓盡致，是有川連他自己都料想不到的。
橋本雖然來自神戶，但他本身其實是熱情的廣島東洋鯉魚球迷，因此在2015年上演的音樂劇《HEADS UP！》中曾經帶著印有該球隊隊徽的毛巾上場表演。
興趣是沖磯釣。

## 演出作品
※粗體字表示說明飾演的主要角色。

### 舞台

#### 劇團☆新感線
（2000年以後）
- 阿修羅城之眼（日语：阿修羅城の瞳）<再公演>（2000年）－安倍海王
- 野獸郎晉見 ～BEST IS RED～（2001年）－猿噛
- 大江戶火箭（2001年）－火繩的鐵十
- 直擊！Dragon Rock 3 ～轟天大戰宇宙人（2001年）－劍轟天
- 天保十二年的莎士比亞（日语：天保十二年のシェイクスピア）（2002年）－牛紋太／百姓
- 阿弖流為（日语：アテルイ (劇団☆新感線の舞台)）（2002年）－佐渡馬黑繩
- 七芒星（2002年）－髯爺／武玄
- 阿修羅城之眼<再再公演>（2003年）－祓刀齋
- Let's GO！忍法帳（2003年）－風魔小次郎
- 髑髏城的七人（日语：髑髏城の七人） ～紅骷髏（2004年）－兵庫
- SHIROH（日语：SHIROH）（2004年）－柳生十兵衛
- 荒神 ～Arajin～（2005年）－唐·波拉
- 吉原御免狀（2005年）－柳生宗冬
- （2006年）－／橋本
- 犬顔家一族陰謀 ～金田真一耕助之介事件。（2007年）－助佐衛門助介／犬瀧神官
- 五右衛門搖滾（2008年）－波諾將軍
- 蜉蝣（2009年）－立派親分
- 蠻幽鬼（2009年）－稀道活
- 薔薇與武士 ～GoemonRock OverDrive（2010年）－巴爾巴·奈卓
- 鋼鐵總長（2010年）－兜剛鐵
- 港町純情（2011年）－藺牟田
- （2012年）－
- ZIPANG PUNK ～五右衛門搖滾III（2012年）－前田慶次郎
- 蒼之亂（2014年）－黑馬鬼
- 五右衛門VS轟天（2015年）－劍轟天
- 亂鶯（2016年）－火繩的砂吉
- SHINKANSEN☆R（日语：劇団☆新感線）『Vamp Bamboo burn』（2016年8月－10月，東京、大阪）－製作公司的社長[9]
- 髑髏城的七人 Season風（2017年9月－11月，IHI STAGE AROUND 東京）－贋鐵齋[10]

#### 外部公演
- 自車STORE 例件（1997年）
- 新·曾根崎心中（1998年）
- 第3回OMS企劃製作 暑假（1998年）
- 變色龍會議 （1998年）
- Lilliput-Army（日语：リリパットアーミーII） 破天鬼（1999年）－Jaclie／警察官
- 巴而可企劃製作 Vamp Show（日语：ヴァンプ・ショウ）（2001年）－丹下和美
- KOKAMI@network（日语：KOKAMI@network） 幽靈就在這裡（日语：幽霊はここにいる）（2003年）－箱山義一
- NODA、MAP第9回公演 Oil（2003年）－闇一
- Village企劃製作 vol.3 真（2004年）－櫻田淳治
- 婦女解放運動 vol.8 轟天對決港薰（2004年）－劍轟天
- 成人計劃（日语：大人計画） （2005年）－大豆丸／萬一
- Team ARAGOTO vol.1 蝦王（2005年）－月直使者
- 阿佐谷蜘蛛隊（日语：阿佐ヶ谷スパイダース） 櫻飛沫（2006年）
- 謠言之男（2006年）－
- 獅童流 森之石松（2006年）－編劇松田（三保的松五郎）
- NODA、MAP第12回公演 繩索（2006年）－變色龍
- 音樂劇「Take Flight」（2007年－2008年）－奧維爾·萊特／記者
- 風林火山 ～晴信燃燒（2008年）－駒井政武
- 私生活（2008年，創新劇院（日语：シアタークリエ），演出：約翰·凱爾德（英语：John Caird (director)））－維多
- 冬之繪空（2008年－2009年）－大石內藏助／犬男頭
- 音樂劇「彼得潘」（日语：ピーター・パン (ミュージカル)）（2009年－2011年、2013年）－虎克船長／達令
- 音樂劇「妙女郎（英语：Funny Girl (film)）」（2010年）－編舞家艾迪
- 安東尼與克麗奧佩托拉（2011年，演出：蜷川幸雄）－
- SIS compnay（日语：シス・カンパニー）「壽歌」（2012年1月－2月，新國立劇場）－安雄
- 雪之丞一座 ～參上公演（日语：森雪之丞） 搖滾☆歌劇（2012年，Sunshine劇院（日语：サンシャイン劇場）／森之宮Piloti館（日语：森ノ宮ピロティホール））－Dr.鏡
- 雙城記（2013年，TOKYU THEATRE Orb（日语：東急シアターオーブ））－
- 小松座音樂劇（2013年，演出：栗山民也）－警察長／市民
- 音樂劇「愛歌」（2014年，演出：宮本亞門（日语：宮本亜門））－天國部長
- 大人的新感線 Last Flowers（2014年）－勝場典明／
- 午前零時（2014年11月28日－12月21日，新國立劇場，演出：行定勳）－竹村／
- 音樂劇 HEADS UP！（2015年11月13日－12月13日，神奈川、兵庫、札幌、倉敷 等地）－（久米長一郎）
- 遠離（2016年12月，Bunkamura Theatre Cocoon（日语：シアターコクーン））－青柳[11]
- 音樂劇「悲慘世界」（2017年5月－7月，帝國劇場）－
- 音樂劇「HEADS UP！」（2017年12月14日－2018年3月12日，神奈川、富山、長野、大阪、名古屋、東京 等地）－（久米長一郎）

### 電影
- 梟之城（1999年）
- 魔女潛艦（2005年）－大和田反叛兵
- 木更津貓眼 世界系列（日语：木更津キャッツアイ ワールドシリーズ）（2006年）－殭屍長
- STAY（日语：STAY (映画)）（2007年）－松木馨
- HEY JAPANESE！Do you believe PEACE,LOVE and UNDERSTANDING？ 2008 2008年，現在的日本人啊！你們能相信與理解什麼是愛與和平嗎？（日语：HEY JAPANESE! Do you believe PEACE,LOVE and UNDERSTANDING? 2008 2008年、イマドキジャパニーズよ。愛と平和と理解を信じるかい?）（2008年）
- 黃金公主：敵中突破（日语：隠し砦の三悪人 THE LAST PRINCESS）（2008年）
- 激情版 史上最不幸的大佬三郎（日语：エリートヤンキー三郎）（2009年）－石井武
- 男兒有淚不輕彈（2009年）－刑警A
- 我的母親手記（日语：わが母の記#映画）（2012年）－男
- 圖書館戰爭系列－玄田龍助
  - 圖書館戰爭（2013年）
  - 圖書館戰爭 -THE LAST MISSION-（2015年）
- 人生不要氣餒（日语：くじけないで）（2013年）－年輕時的柴田貞吉
- 薔薇色的布子（日语：薔薇色のブー子）（2014年）－黑西裝男子
- 萬能鑑定士Q -蒙娜麗莎之瞳-（2014年）－荻野甲陽
- 小野寺姐弟（日语：小野寺の弟・小野寺の姉）（2014年）
- 投靠女與出走男（2015年）－近江屋三八
- 進擊的巨人 ATTACK ON TITAN（2015年）
- 紅的告別式（日语：ピンクとグレー#映画）（2016年）
- MARS ～只是愛著你～（2016年）
- 正宗哥吉拉（2016年）[12]
- 超高速！參勤交代Returns（2016年）－福田彌之助[13]
- 劇場版 新·南海的帝王（日语：難波金融伝・ミナミの帝王#2017年映画版）（2017年）－小笠原
- 關原之戰（2017年）－毛谷主水（日语：毛屋武久）
- 第二警備隊（2018年）
- 青夏 與你相戀的30天（日语：青夏 きみに恋した30日）（2018年）－泉釀二
- 陽光姊妹淘（2018年）－阿部奈美的父親
- 旅貓日記（日语：旅猫リポート）（2018年）－宮脇健悟
- 王者天下（2019年）－木靸[14]
- 打瞌睡的磐音（日语：居眠り磐音#映画）（2019年）－甚兵衛
- 罪之聲（日语：罪の声#映画）（2020年）
- THE LEGEND & BUTTERFLY（2023年）－丹羽長秀
- 去唱卡拉OK吧！（2024年）－小林

### 電視劇
NHK系列
- NHK
  - 連續電視小說
    - 力與美（日语：ひらり (テレビドラマ)）（1992年）－小林雅人
    - 夏空（2019年8月26日－9月9日）－佐藤利之
    - 歡呼 第56話（2020年6月15日）－閻魔大人[15]
    - 布基烏基（2023年）－林

  - 大河劇
    - 德川慶喜 第41話、第47話（1998年10月18日、11月29日）－中山太郎
    - 新選組！（2004年2月1日）－廣岡子之次郎
    - 風林火山 第31話、第32話、第34話（2007年8月5日、12日、8月26日）－常田隆永（日语：常田隆永）
    - 花燃燒 第17話客串（2015年4月26日）－石谷穆清
    - 女城主 直虎（2017年）－近藤康用
- NHK BS2
  - （1998年）
- NHK BS Premium
  - BS時代劇 火怨北方的英雄（日语：火怨・北の英雄 アテルイ伝） 第2話（2013年1月18日）－延手
  - 歌曲王 阿久悠殺（2013年12月22日）
  - 39 ～男迷走中！～（2015年2月11日）
  - 搜查會議在客廳！（日语：捜査会議はリビングで!）（2018年7月15日－9月2日）－名偵探（解說）
    - 搜查會議在客廳！再來一碗！（2020年2月2日－3月22日）

  - 福井放送局 地域電視劇（日语：地域ドラマ） 就活屋（日语：シューカツ屋）（2020年2月26日）－叶野仁志
  - 我們的樂園（日语：我らがパラダイス）（2023年1月8日－3月12日）－福田
- NHK綜合
  - 電視劇新銀河（日语：ドラマ新銀河） （1993年）
  - 週五時代劇（日语：土曜時代劇 (NHK)#金曜時代劇（1991 - 1999年度））
    - 十時半睡事件帖（日语：十時半睡事件帖 (テレビドラマ)）（1994年）
    - 平岩弓枝的御美也 最終話（2002年5月24日）

  - 週六時代劇（日语：土曜時代劇 (NHK)） 百年之男（1995年10月21日）－米倉登
  - 時代劇浪漫  第3話（2001年1月22日）
  - 週四時代劇 陽炎十字路（日语：陽炎の辻〜居眠り磐音 江戸双紙〜）（2007年8月30日）－宇野源平
  - 鼠馳江戶2（日语：鼠、江戸を疾る#第2シリーズ） 最終話（2016年6月2日）－大月
  - NHK特集 未解決事件（日语：未解決事件 (NHKスペシャル)） File.05「洛克希德事件」（2016年7月23日）－村田恒（日语：村田恒 (検察官)）
  - Thrill！赤之章 ～警視廳庶務係瞳之事件簿 第2話（2017年3月1日）－鄉田晉二
  - 閻魔堂沙羅的推理奇譚（日语：閻魔堂沙羅の推理奇譚#テレビドラマ） 第2回（2020年11月7日）－向井鐵矢
  - Kanakana（日语：カナカナ）（2022年5月16日－6月30日）－大門刑事
- NHK BS-hi
  - 野性之聲 ～無國界獸醫組織R.E.D～ 第1話（2008年3月24日）
- NHK BS
  - 失憶殺人（2025年2月22日）－楢崎康英

富士電視網
- 富士電視台
  - 御家人斬九郎（日语：御家人斬九郎#テレビドラマ） 第1系列 第1話－第5話（1995年1月11日－2月8日）－新六
  - 離婚女律師II（日语：離婚弁護士） 第6話（2005年5月24日）
  - 蜂蜜與四葉草 第5話、第6話、第8話（2008年2月5日、12日、2月26日）－合田稼頭男
  - 週五PRESTIGE（日语：金曜プレステージ）
    - 事件記者 ～警視廳記者俱樂部～（日语：事件記者 (テレビドラマ)）（2008年9月12日）－大阿久俊哉
    - 特別企劃 屍活師 ～女王的法醫學～（2013年9月27日）－井畑信二

  - 世界奇妙物語
    - 秋季特别篇「行列刑事」（2008年9月23日）－久保田老師
    - 25週年記念！秋季連續2週SP ～電影導演篇～「幸福眼鏡」（2015年11月28日）－紳士
    - 2018春季特別篇「不倫警察」（2018年5月12日）－島崎哲也

  - 急症群英 第4系列 第1話（2009年8月11日）－根岸將太
  - Legal High 第7話（2013年11月20日）－鄉田
  - 松本清張特輯 時間的習俗（日语：時間の習俗#2014年版）（2014年4月10日）－田浦
  - 警視廳生物系 第3話（2017年7月23日）－蘆洲芳雄
  - 我們做了 最終話（2017年9月19日）－負責課長
  - BLUE MOMENT 第5話 - 最終話（2024年5月22日－6月26日）－澤渡滿
  - Okura～難解事件搜查～（2024年10月8日－12月17日）－幾多學
  - 日本第一的爛男人 ※我的假家人們（2025年1月9日－3月20日）－黑岩鐵男
- 關西電視台
  - 懸疑·明日的13章 一個人的戰爭（1993年6月14日）
  - 裸之大將放浪記（日语：裸の大将放浪記） 河豚與清與鐵人（1996年1月7日）－吉田裕一
  - （1999年1月5日）
  - Hungry！ 第1話、第2話、第6話－最終話（2012年1月10日、17日、2月14日－3月20日）－大楠義明
  - 非關正義：二重定義Yes or No？（2013年3月1日）－富市耕平
  - 戰鬥吧！書店女孩（日语：書店ガール#テレビドラマ） 第1話客串（2015年4月14日）－

TBS電視網
- TBS
  - 虎與龍第9話－最終話（2005年6月10日－24日）－目黑狼商會組長力夫
  - 特命刑事龜田吞（日语：特命!刑事どん亀）（2006年6月12日）－暴力團幹部鬼頭
  - 不想談可笑的戀愛（日语：笑える恋はしたくない） 最終話（2006年12月15日）
  - 特急田中3號（日语：特急田中3号）（2007年4月13日－6月22日）－老闆
  - 1分半劇場「參議院議員候補麻美（日语：参議院議員候補マミ）」（2008年11月18日－2009年6月10日）－羅斯
  - 三代目明智小五郎（日语：三代目明智小五） 第9話（2010年6月9日）－權堂保
  - 自戀刑警 第2話－第6話、第9話、最終話（2010年7月16日－8月13日、9月3日、10日）－田代教練
  - 戀愛Neet ～忘記了的戀愛開始方法（2012年1月20日－3月23日）－神山純一郎
  - 確証 ～警視廳搜査3課 第8話（2013年6月3日）－大久保英輔
  - 丈夫的女朋友 第7話、最終話（2013年12月5日、12日）－立花勝
  - 電視劇特別企劃 圖書館戰爭 BOOK OF MEMORIES（2015年10月5日）－玄田龍助
  - 週一黃金（日语：月曜ゴールデン） 檢察事務官 黑百合（2016年2月22日）－南媽媽
  - 週一名作劇場（日语：月曜名作劇場）
    - 釣魚刑事7（日语：釣り刑事）（2016年8月1日）－糸魚川直人
    - 十津川警部系列（日语：十津川警部シリーズ (内藤剛志)）－杉本刑警
      - 電視劇特別企劃 西村京太郎懸疑 十津川警部系列5（2018年4月9日）
      - 電視劇特別企劃 西村京太郎懸疑 十津川警部系列6 日光、戀愛與背叛的鬼怒川（2018年9月10日）
      - 『電視劇特別企劃 西村京太郎懸疑「十津川警部系列7」』濱名湖殺人途徑（2018年12月10日）

  - 出租愛情 第2話（2017年1月26日）－薩尼岳山
  - 其實我不太愛你（2017年4月18日－6月20日）－花山司
  - 4分鐘的金盞菊（2019年10月11日－12月13日）－原田治
  - MIU404（2020年6月26日－9月4日）－陣馬耕平[16]
  - ＃家族募集中 第4話 - 最終話（2021年8月20日－9月24日）－黑崎徹
  - 心動迎戰Song！（2022年1月11日－3月15日）－立石正嗣
  - Maybe 聽見戀愛（日语：Maybe 恋が聴こえる） 第13話 -（2023年11月7日－）－笛樹光郎
  - 戀愛的終結（日语：恋愛のすゝめ）（2023年11月22日－2024年1月17日）－大山秀彌
- MBS
  - 君歌（1987年11月15日）
  - 電視劇30 幽靈媽媽（日语：幽霊ママ）（1998年8月3日－28日）
  - 家族八景 Nanase,Telepathy Girl's Ballad（日语：家族八景#2012年版） 第3話（2012年2月3日）－神波浩一郎
- BS-TBS
  - 不回家的大叔（2022年10月6日－12月8日）－常田

WOWOW
- Dragonfly（日语：ドラゴンフライ (テレビドラマ)）（2006年10月29日）
- 連續電視劇W
  - 藍眸與雲藍眸與雲（日语：蒼い瞳とニュアージュ#テレビドラマ）（2007年11月25日）
  - 窮追不捨（2011年3月20日）－吉岡
  - 江戶盜賊團雙雄（日语：ふたがしら#テレビドラマ） 第3話－最終話（2015年6月27日－7月11日）－鐵治郎
    - 江戶盜賊團雙雄2 第3話（2016年10月1日）

  - 無法開槍的警官（日语：撃てない警官#テレビドラマ） 第3話（2016年1月24日）－池谷一也
  - 闇之伴走者：漫畫編輯的推理事件簿 Episode 2、Episode 3（2018年4月7日、14日）－若松宏
  - 鐵證懸案 ～真相之門～2 第4話（2018年11月3日）－戶川
  - 所羅門的偽證（2021年10月3日－11月21日）－茂木悦男
  - 夏洛克的孩子們（2022年10月9日－11月6日）－伊島宗廣
  - DOUBLE CHEAT（日语：ダブルチート 偽りの警官） Season2（2024年6月29日－8月17日）－坂本正隆
  - 怪物（2025年7月6日－）－中橋陽平
- 午夜☆電視劇（日语：ミッドナイト☆ドラマ） 借王 -錢的達人-（日语：借王）（2009年10月11日－11月29日）
- DOUBLE（2022年6月4日－8月6日）－社長

東京電視台
- 日本名作電視劇（日语：テレビ東京月曜9時枠の連続ドラマ#日本名作ドラマ） 古都（1994年5月30日）
- 電視劇24 史上最不幸的大佬三郎（日语：エリートヤンキー三郎）（2007年4月14日－6月30日）－石井武
- 勇者義彥和魔王之城 第9話客串（2011年9月3日）－盗賊G
- 大川端偵探社 File.08（2014年6月7日）－梶原
- 湊佳苗懸疑 望鄉（日语：望郷 (湊かなえの小説)）「海之星」（2016年9月28日）－濱崎秀夫
- 三個歐吉桑3 ～三次見正義使者!!～ 第7話（2017年3月3日）－捕手松本
- 週一PREMIUM8（日语：月曜プレミア8） 小杉健治懸疑 值班律師 梶原藤子之事件簿（2020年6月22日）－大西純平
- 共演NG（2020年10月26日－12月14日）－中川主任[17]
- 搖曳露營△2（2021年4月1日－6月18日）－齊藤潤[18]
- 駐在刑警（日语：駐在刑事） Season3 第3話（2022年1月28日）－吉井修郎
- 大川與小川的時短搜查（日语：大川と小川の時短捜査）（2022年9月12日）－山根茂之
- DOUBLE CHEAT（日语：ダブルチート 偽りの警官） Season1（2024年4月26日－6月14日）－坂本正隆
- 反正是別人的事～某法律顧問內心的工作～（日语：しょせん他人事ですから 〜とある弁護士の本音の仕事） 第1話 - 第3話（2024年7月19日－8月2日）－加賀見哲二
- 大川與小川的休日搜查（2024年9月30日）－山根茂之

日本電視網
- 日本電視台
  - 週二懸疑劇場 京都丹後殺人街道（日语：京都丹後殺人街道）（1993年7月6日）－杉岡重雄
  - 琴和紙魚子的怪奇事件簿（2008年1月6日－3月30日）
  - 金田一少年の事件簿N(neo) 第8話、最終話（2014年9月13日、20日）－皇翔
  - 陪酒須加學園 最終話（2017年1月15日）－進藤
  - 現在開始威脅你 第7話（2017年12月3日）－若林亮介
  - 我是大哥大!!（2018年11月4日）－大師[19]
  - 深深地戀愛（2021年4月14日－6月9日）－鴨居正[20]
  - 接待員JOE（日语：受付のジョー）（2022年4月26日－6月28日）－藤堂武徳
  - ACMA:GAME 惡魔遊戲（2024年4月7日－6月9日）－岡本龍肝
  - 廢柴經紀人！-我來管理廢柴的藝人-（2025年4月20日－6月22日）－和田浩二
- 讀賣電視台
  - 讀賣電視台開台60年紀念特別電視劇 培養天才的妻子（日语：天才を育てた女房）（2018年2月23日）－討債債主
  - 極主夫道（2020年10月11日－12月13日）－大城山國光[21]
  - 無可奈何的我們的戀愛論（日语：しょうもない僕らの恋愛論）（2023年1月19日－3月23日）－平尾研二

朝日電視網
- 朝日電視台
  - 週一電視劇in（日语：月曜ドラマ・イン） 說我愛你（日语：愛してるよ!） volume9（1993年12月6日）－半田強
  - 週五夜間電視劇 未來講師 第8話－最終話（2008年2月29日－3月14日）－吉田永作
  - 警視廳繼續搜查班（日语：警視庁継続捜査班） 第1話客串（2010年7月22日）－本間健太郎
  - 松本清張電視劇特輯 三億元事件（日语：小説 3億円事件#テレビドラマ）（2014年1月18日）－冬木
  - 黑革記事本 第7話、最終話（2017年9月7日、14日）－渡邊芳彥
  - 科搜研之女 SEASON 17 第16話（2018年3月8日）－山口健一
  - 家政夫三田園 第2系列 第1話（2018年4月20日）－花澤進助
  - 女王偵訊室 第3系列 第8話（2019年6月6日）－木崎勝則
  - 刑警七人 第5季 最終話（2019年9月18日）－山口敏也
  - Doctor-Y ～外科醫生加地秀樹～（2019年10月6日）－柏原太郎
  - 陰陽師（2020年3月29日）－賀茂保憲
  - 相棒 season19 第6話（2020年11月18日）－松野優太
  - 最強名醫 2021新春特別篇（2021年1月10日）－平賀洋二
  - 櫻之塔（2021年4月15日）－刈谷銀次郎
  - 漂流者（2021年7月23日－9月24日）－橋太
  - 假面騎士REVICE（2022年1月9日－7月10日）－赤石英雄
  - 科搜研之女 SEASON 21 第14話（2022年3月10日）－笠城覺士
  - 首先出布（2022年10月28日－12月16日）－利根川周郎
  - 隼消防團（2023年7月13日－9月14日）－宮原郁夫
  - Sky Castle（2024年7月25日－9月26日）－冴島哲人
- 朝日放送
  - 新·部長刑事 城市警察24（日语：部長刑事） 第4回－第86回（1999年5月22日－2001年3月10日）－和田一平刑警
  - 週六WIDE劇場（日语：土曜ワイド劇場） 京都的推理女裁判官（日语：京都のテミス女裁判官1）（2003年5月17日）－小倉判事
  - 櫻五月（2011年4月2日）－高崎雄二
  - 封刃師（日语：封刃師）（2022年1月16日－3月13日）－五百津肇

BS SKY PerfecTV！
- 破門（疫病神系列）（日语：破門 (小説)#テレビドラマ） 第7話、最終話（2015年2月27日、3月6日）－初見裕之
- 銀河鐵道999 Galaxy Live Drama（2018年6月18日）－大山土地郎

其它電視台、網路平台
- 我們無法被求婚的101個理由（日语：私たちがプロポーズされないのには、101の理由があってだな#テレビドラマ） 第9話（2015年1月6日，LaLa TV（日语：LaLa TV））－尾花
- 宇宙的工作（日语：宇宙の仕事）（2016年9月8日，Amazon Prime Video）－牛山寬太
- Myubu♪～秘密歌園～（日语：ミューブ♪〜秘密の歌園〜） 第6章、第10章（最終話）（2018年5月22日、6月19日，名古屋電視台製作／與神奈川電視台共同播出）－市村敦
- 告白！愛之歌（日语：とどけ!愛のうた）（2020年7月6日－10日，Paravi）－真壁陽一郎[22]
- 新聞記者（2022年1月13日，Netflix）－入來
- REVICE Legacy 假面騎士VAIL（2022年5月22日，東映特撮FAN CLUB）－赤石英雄
- 與你在世界終結之日 Season4（2023年3月19日－4月16日，Hulu）－折田幹夫
- 我親愛的妖怪女友（日语：僕の愛しい妖怪ガールフレンド）（2024年3月22日，Amazon Prime Video）
- 愛上有機男（日语：にがくてあまい）（2023年4月20日－6月22日，東海電視台）－江田豐

### 網路劇場
- 大宣議、或私如何止至。[注 2]第1話、最終話（2014年10月31日、2015年1月9日， on YouTube）

### 廣告
- 好侍食品「好」
- 興和（日语：興和）
- 大阪瓦斯
- 卡樂B「蝦味薯片（日语：かっぱえびせん）」
- 萬博樂園
- NTT
- Sunstar（日语：サンスター）
- 住友生命保險
- TVer（2019年4月－）－錯過偵探

### 電視動畫
2007年
- 大江戶火箭（鐵十[23]）

### 電視節目
- NHK紀錄片「大江戶 奇蹟的失落城市 265年的故事」（2019年1月5日，NHK BS Premium）

### 旁白
- VOL.9（最終回）（2010年9月24日，NHK綜合）[注 3]
- TV繪本（日语：てれび絵本）「我爸爸的工作是大壞蛋」（2013年6月13日，NHK教育）
- 原爆70周年紀念事業 戰後復興與廣島東洋鯉魚走向未來 廣島都市計劃展 特別企劃「OB語復興」（2015年7月31日－8月10日，合人社 北館4樓畫廊C／8月4日－6日，馬自達Zoom-Zoom廣島球場）

### 遊戲
1992年
- 餓狼傳說2（安迪·柏格德、陳秦山）

1993年
- 餓狼傳說SPECIAL（安迪·柏格德、陳秦山）

1994年
- 格鬥天王94（安迪·柏格德）

1997年
- 月華劍士系列（1997～1998，御名方守矢、李烈火）

1999年
- 餓狼 MARK OF THE WOLVES（金東煥、凱因·R·海萊因）
- 武力 ～BURIKI ONE～（日语：武力 〜BURIKI ONE〜）（徐龍誠）

2000年
- 格鬥天王2000（金東煥[注 4]）

2005年
- NeoGeo Battle Coliseum（日语：ネオジオバトルコロシアム）（御名方守矢）

2006年
- BLOOD+ ONE NIGHT KISS（日语：BLOOD+ ONE NIGHT KISS）（青山轟）

### CD
- BANANA FISH戰慄殺機（葛利夫·卡林斯、肖達·翁）

### 其它
- TV Face 橋本潤（2012年1月14日，朝日新聞朝刊25面的專訪）

## 腳註

## 外部連結
- 株式會社enchante公式官網的公開資歷 （页面存档备份，存于） （日語）
- 劇團☆新感線OFFICIAL WEB SITE （页面存档备份，存于） （日語）
- （日語）－橋本潤的官方個人部落格（已停止更新）。
- （日語）－橋本潤的官方個人部落格。
- 橋本潤 （页面存档备份，存于） （日語）－日本電影數據庫
- 橋本潤 （页面存档备份，存于） （日語）－allcinema（日语：allcinema）
- 橋本潤 （页面存档备份，存于） （日語）－KINENOTE
- Jun Hashimoto在互联网电影资料库（IMDb）上的資料（英文）
- 橋本潤 電視劇人名錄 ◇電視劇資料庫◇ （日語）